# Vitória do Jari
Vitória do Jari, amtlich Município de Vitória do Jari, ist eine Kleinstadt im brasilianischen Bundesstaat Amapá in der Região Norte. Sie liegt am Rio Jari gegenüber dem Porto de Munguba. Der Ort ist rund 180 km von der Hauptstadt Macapá entfernt. Die Bevölkerungszahl wurde 2024 auf 11.922 Einwohner geschätzt. Die Einwohner, die auf dem etwa 2509 km² (2016) großen Gebiet leben, werden Vitorenser (portugiesisch vitorenses) genannt. Die Bevölkerungsdichte lag 2022 bei 4,5 Personen pro km². Nördlich des Ortes befindet sich eine Kaolin-Mine.

## Geographie
Die Landschaft und Biom sind vorwiegend durch Amazonischen Regenwald geprägt. Der Ort liegt linksseitig des Rio Jari. Im Süden wird das Gemeindegebiet durch den Beginn des Amazonas-Deltas begrenzt. Das Klima ist tropisch nach der Klimaklassifikation nach Köppen und Geiger Am/Af. Die Durchschnittstemperatur beträgt 27,1 °C. Es gibt viel Niederschlag und wenige Trockenperioden.
Angrenzende Gemeinden sind Laranjal do Jari, Mazagão, Gurupá und Almeirim.

## Geschichte
Am 8. September 1994 erfolgte die Stadtgründung als selbständiges Munizip durch Ausgliederung aus Laranjal do Jari. Wirtschaftlich ist das Gebiet Bestandteil des als Jari-Projekt bekannt gewordenen großräumigen Entwicklungs- und Ausbeutungsunternehmens.
2017 änderte das Instituto Brasileiro de Geografia e Estatística die Zuordnung zu geostatistischen Regionen und teilte die Gemeinde der Região geográfica imediata Laranjal do Jari und der Região geográfica intermediária Macapá zu.

## Stadtverwaltung
Exekutive: Bei der Kommunalwahl 2016 wurde Raimundo de Alcimar Ney de Souza, genannt Dielson, Stadtpräfekt (Bürgermeister) für die Amtszeit von 2017 bis 2020, der für den Partido dos Trabalhadores (PT) angetreten war. Ber der Kommunalwahl 2020 wurde er für die Amtszeit von 2021 bis 2024 von Ary Duarte da Costa der Democratas (DEM) abgelöst.

## Demografie

### Bevölkerungsentwicklung
| Jahr | Einwohner | Stadt  | Land  |
| --- | --------- | ------ | ----- |
| 2000 | 8.560     | 6.880  | 1.680 |
| 2010 | 12.428    | 10.302 | 2.126 |
| 2021 | 16.572    | ?      | ?     |
| Hier fehlt eine Grafik, die leider im Moment aus technischen Gründen nicht angezeigt werden kann. Wir arbeiten daran! |           |        |       |

Quelle: IBGE (2011)

### Ethnische Zusammensetzung
Ethnische Gruppen nach der statistischen Einteilung des IBGE (Stand 2000 mit 8.560 Einwohnern, Stand 2010 mit 12.428 Einwohnern): Von diesen lebten 2010 10.302 Einwohner im städtischen Bereich und 2.126 im ländlichen Raum und Regenwaldgebiet. Für 2010 gibt die amtliche Statistik keine Anzahl der indigenen Bevölkerung an.
| Gruppe      | Anteil 2000 | Anteil 2010 | Anmerkung                        |
| ----------- | ----------- | ----------- | -------------------------------- |
| Brancos     | 2.325       | ▼ 2.285     | Weiße, Nachfahren von Europäern  |
| Pardos      | 5.443       | ▲ 9.081     | Mischrassige, Mulatten, Mestizen |
| Pretos      | 548         | ▲ 952       | Schwarze                         |
| Amarelos    | 23          | ▲ 110       | Asiaten                          |
| Indígenas   | 6           | ▼ 0         | indigene Bevölkerung             |
| ohne Angabe | 214         | –           |                                  |

## Lebensstandard
Der Index der menschlichen Entwicklung für Städte, abgekürzt HDI (portugiesisch: IDH-M), lag 1991 bei dem sehr niedrigen Wert von 0,336, im Jahr 2000 bei dem als niedrig eingestuften Wert von 0,459, im Jahr 2010 bei dem mittleren Wert von 0,619.